# BCM Gravelines
Der Basket Club Maritime Gravelines Dunkerque Grand Littoral (oder kurz BCM Gravelines) ist ein professioneller französische Basketballverein aus Gravelines im Arrondissement Dunkerque (deutsch Unterpräfektur Dünkirchen) am Ärmelkanal. Die Mannschaft spielt in der höchsten nationalen Spielklasse Frankreichs LNB Pro A und hat in der Vergangenheit des Öfteren an europäischen Vereinswettbewerben teilgenommen.

## Geschichte
Die Mannschaft wurde 1984 aus einer Fusion der benachbarten Vereine aus Grand-Fort-Philippe und Gravelines als „Basket Club Maritime Gravelines“ gegründet und stieg 1988 erstmals in die höchste Spielklasse Frankreichs auf. 2002 erfolgte die Fusion mit einem Verein aus Dünkirchen und unter dem neuen Namen konnte sich der Verein unter den besten Mannschaften Frankreichs festsetzen. 2003 erreichte man das Finale des Pokalwettbewerbs und 2004 das Meisterschaftsfinale in Frankreich. Nachdem man 2005 auch das Finale im Ligapokal „Semaine des As“ verloren hatte, gewann man in jenem Jahr mit dem Pokal erstmals einen nationalen Titel. Danach stellten sich zunächst keine weiteren Erfolge ein, bevor man 2010 wieder ins Pokalfinale einziehen konnte. Nach dem verlorenen Pokalfinale gewann man dafür 2011 erstmals den Ligapokal. 2012 verlor man in einer Neuauflage des Ligapokal-Endspiels vom Vorjahr diesmal gegen Elan Chalon und konnte den Titel nicht verteidigen. Dafür gewann man die reguläre Saison in Frankreichs höchster Spielklasse und konnte als Hauptrundenerster in die Play-offs um die französische Meisterschaft einziehen. Dort schied man jedoch bereits in der ersten Runde gegen den achtplatzierten Meister von 2010 Cholet Basket aus.
Am 25. Dezember 2023 zerstörte ein Brand das Sportzentrum Sportica völlig. Das Feuer entstand vermutlich durch technische Probleme im Schwimmbad.

## Erfolge
National
- Französischer Pokalsieger: 2005
- Sieger der Semaine des As: 2011
- Sieger des Leaders Cup: 2013

## Bekannte Spieler
| - / Larry Lawrence* 1985–′88, ′91/′92 - / Bill Varner 1987–1990 - Xavier Wallez* 1988–′91, 1996–2001 - Steve Burtt, sr. 1988/89 - Sam Williams 1988–1991 - Frédéric Forte 1989–1991 - Gerald Paddio 1989/90 - Olivier Bourgain 1989–1994 - Georges Vestris 1990–1993 - Clarence William „Bill“ Jones 1992/93 - Moustapha Sonko 1993/94 - / Sherron Mills 1993–1995 - Hervé Dubuisson 1994/95 - Jerry „Jamal“ McCullough 1997/98 | - Gary Alexander 1998–2001 - Terrell McIntyre 1999/2000 - Sebastian Machowski 1999/2000 - Frankie King 2002/03 - Andre Woolridge 2002–2004 - Dainius Adomaitis 2003–2007 - Laurent Sciarra 2004/05 - K’Zell Wesson 2004/05 - Tyson Wheeler 2005/06 - Saulius Kuzminskas 2005/06 - Rickey Paulding 2006/07 - Marcus Slaughter 2008 - Dan McClintock 2008/09 - Tony Skinn 2008/09 | - / Yannick Bokolo seit 2008 - Demetris Nichols 2009/10 - Jeff Greer 2010/11 - Mouhamed Sené 2010/11 - Andrew Albicy seit 2011 - Pape Sy seit 2011 |

* Gekennzeichnete Spieler wurde in die vereinseigene Ruhmeshalle aufgenommen.